# 自撮り棒

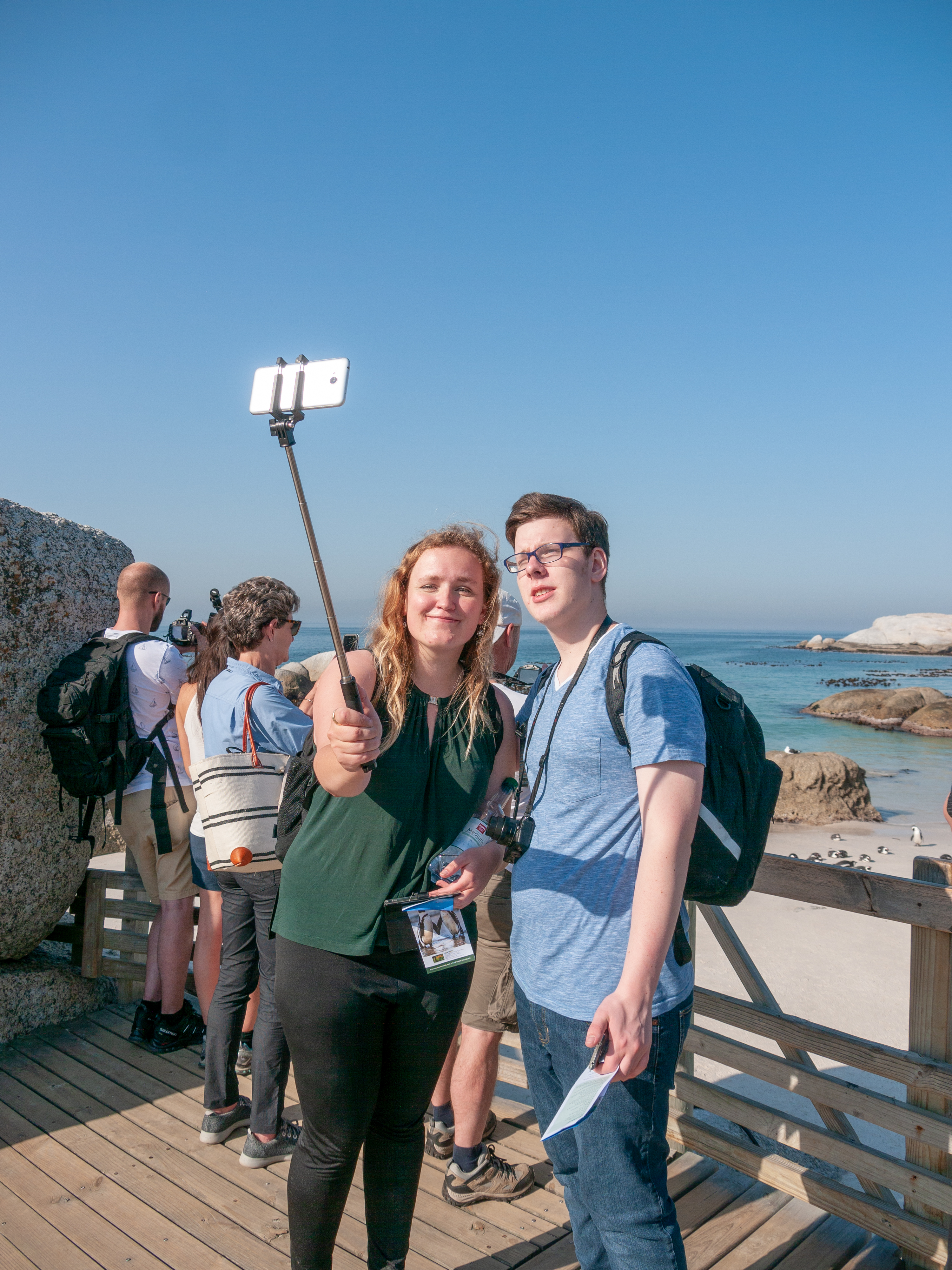
自撮り棒を使って自撮りをしている様子

自撮り棒（じどりぼう）とは、カメラやカメラを内蔵したスマートフォンに取り付けて、自分撮り（自撮り）を行うための長さ数10cmから1 mほどの棒状の器具である。

## 概要

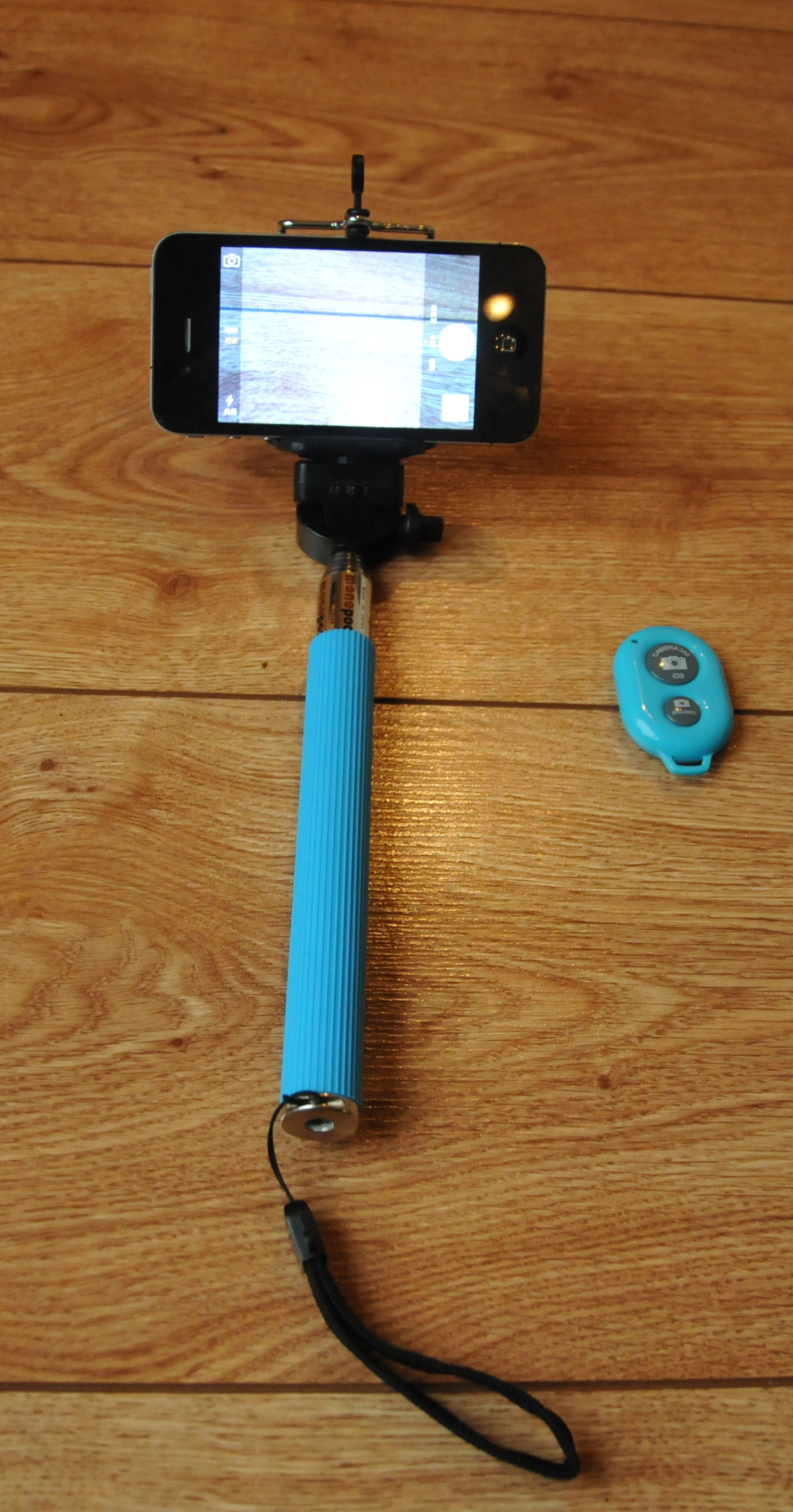
スマートフォンを取り付けた自撮り棒（中央）と撮影操作に用いるリモコン（右）。棒状部は伸縮可能。

市販品としての自撮り棒は、1980年代初頭に日本で開発され世界で発売されたがあまり普及せず、1990年代半ばには日本の珍発明の1つとして揶揄された。しかしその後、スマートフォンおよび動画投稿サイトの普及によって知られるようになり、2014年のヒット商品の1つとしてTIME誌が紹介するなど、発明から約30年をかけて世界的に広まった。
ミノルタカメラ（現・コニカミノルタ）が、世界で初めて1983年に発売した時の商品名は「エクステンダー」であった。現在は「自撮り棒」「自分撮りスティック」「自撮り一脚」「手持ち一脚」のほか、英語で自分撮りをセルフィーと言うことから「セルフィースティック」（英: selfie stick）や「セルフィー棒」、韓製英語（コングリッシュ）で自分撮りをセルフカメラ（朝: 셀프카메라）と言うことからその略の「セルカ」を用いて「セルカ棒（セルカボン）（朝: 셀카봉）」とも呼ばれる。

## 歴史

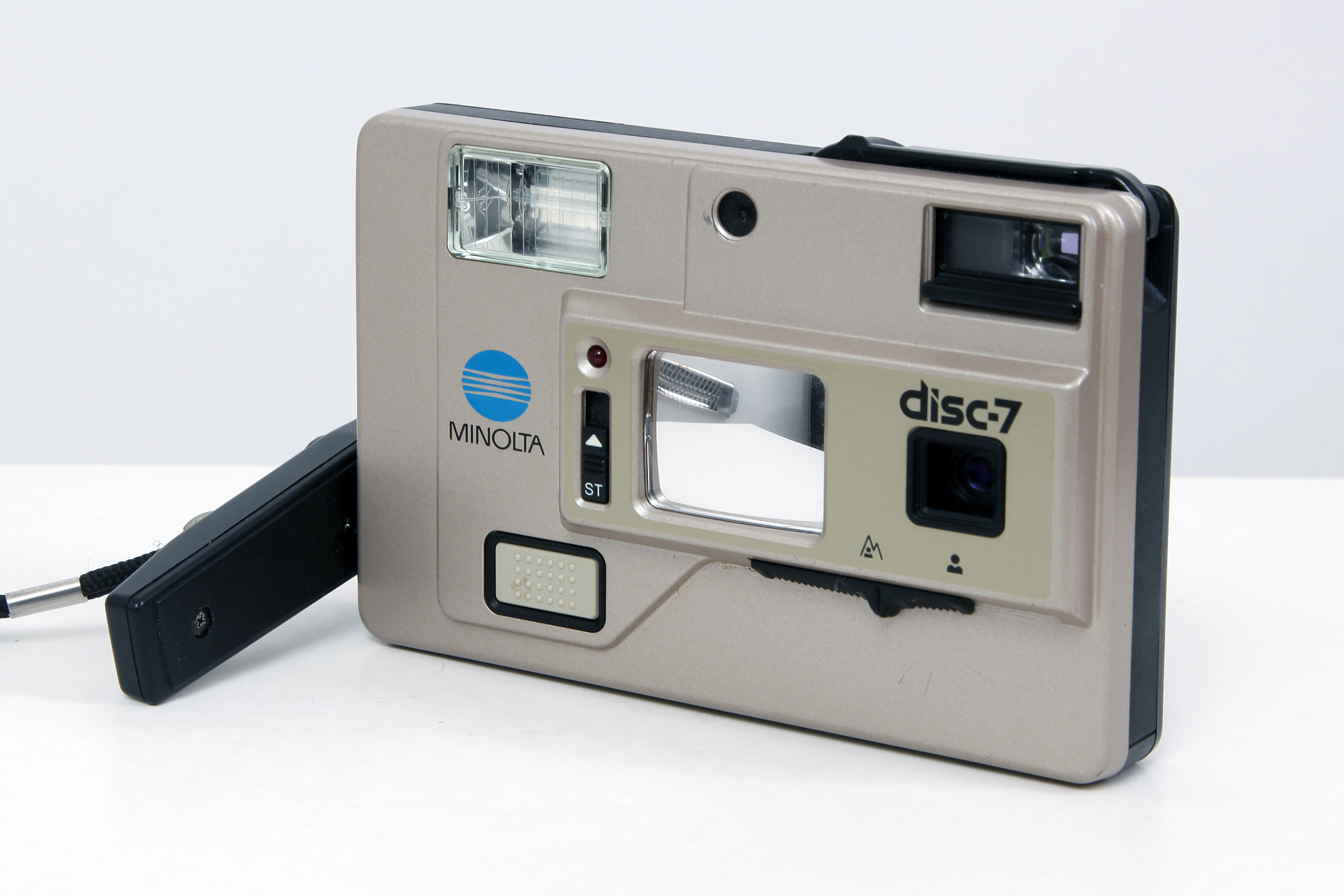
MINOLTA disc-7
自撮り用ミラー付き。

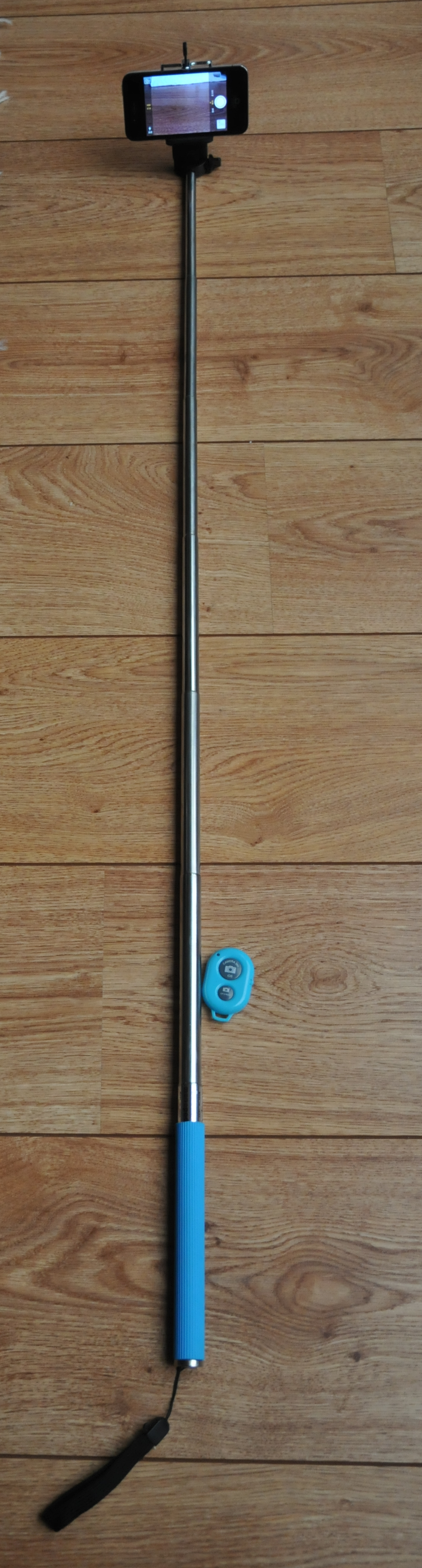
棒を伸ばしたときの様子

自撮り棒の歴史は少なくとも1925年まで遡るかも知れない。この年、イギリス中部に住む新婚カップルが自家製の自撮り棒を使って撮影した可能性のある写真が残されている。この頃のカメラは手持ちの距離では自分自身に焦点が合わず、自撮りするにはレリーズなどを使うしかなかったが、件のカップル写真には偶然にも自撮り棒らしきものが写り込んでいたため、世界最古の自撮り棒か？と2014年にBBCニュースによって報じられた。ただしその写真のみでは自撮り棒を使用したのか、単に棒を使ってカメラのシャッター等を操作したのかのを知るのは難しく、写真史に詳しい専門家の意見として、これが確実に自撮り棒であると証明することは困難であるという談話も同ニュース内で紹介されている。
また、フィクションの世界では1969年製作・1970年公開のチェコスロバキアのSFコメディ映画『Zabil jsem Einsteina, pánové!』（”みなさん、私はアインシュタインを殺しました！”）のワンシーンに自撮り棒と非常によく似た道具が登場する。そこでは男女二人が並んで立ち、女性が持つ指し棒状の道具の先端に二人が視線を合わせ、女性が手元を操作する。すると棒の先端でフラッシュが光り、即座にプリントされた二人の写真が持ち手の部分から繰り出される。棒の先端自体にカメラ機能があることや、印画紙が内蔵されていること以外は今日の自撮りシーンと全く同じである。
1977年11月30日に小西六写真工業（現コニカミノルタ）が世界初のオートフォーカスカメラコニカC35AF（ジャスピンコニカ）を発売すると、1980年代には全自動撮影可能で重量300 g程度のコンパクトカメラが先進国で普及した。また1982年にコダックが発表したディスク状のフィルムを用いたディスクカメラは、軽量化の1つの方法として数社で取り入れられた。1980年代になるとカメラの軽量化や全自動撮影の技術革新が進み、1983年7月に市販の製品としては世界初となる自撮り棒がミノルタカメラ（現・コニカミノルタ）から「エクステンダー」の名で発売された。
これはディスクカメラ「ミノルタ・ディスク7」（重量200 g）のキットとして出されたもので、リモートレリーズ付きの自撮り棒で、カメラ本体中央には自撮りする撮影者を映すための小型の凸面鏡が備えられており、オプションのリモコンによる遠隔撮影も可能な商品であった。同機種の販売台数は少なくなかったとも言われるが、ディスクカメラという分野は販売不振に陥り、また、当時のコンパクトカメラに自撮り棒を取り付けると重心がカメラ側に寄り過ぎて不安定になったり、自分を映す反射鏡がない機種に取り付けた場合には単なる一脚にしかならなかったりなどの問題もあり、広く大衆に普及するには至らなかった。このときの自撮り棒は、1993年にはアメリカ合衆国での特許も失効し、1995年には「役立たず」でもない日本の珍発明の1つとして同国で紹介された。
日本では、1990年代に高校生を中心に自分撮りが広まった。この時期、超広角レンズと反射鏡を持つレンズ付きフィルムも発売されたが、1995年7月にはプリント倶楽部（プリクラ）が、1999年9月には世界初のカメラ付き携帯電話「VP-210」（PHS端末）が発売され、2000年代はプリクラと携帯電話が自分撮りの中心となった。一方で、当時の携帯電話のカメラの画質は低く設定されており、被写体を遠ざけて撮影すると不鮮明となった。そのため自撮り棒を使った撮影は普及しなかった。それでも、専用機であるデジタルカメラにおいて、画質向上、自動撮影技術（手ぶれ補正機構）の向上、軽量化、低廉化が進んだため、2004年から2013年まで自撮り棒に関する特許出願件数は、日本では15件、アメリカ合衆国では13件あった。

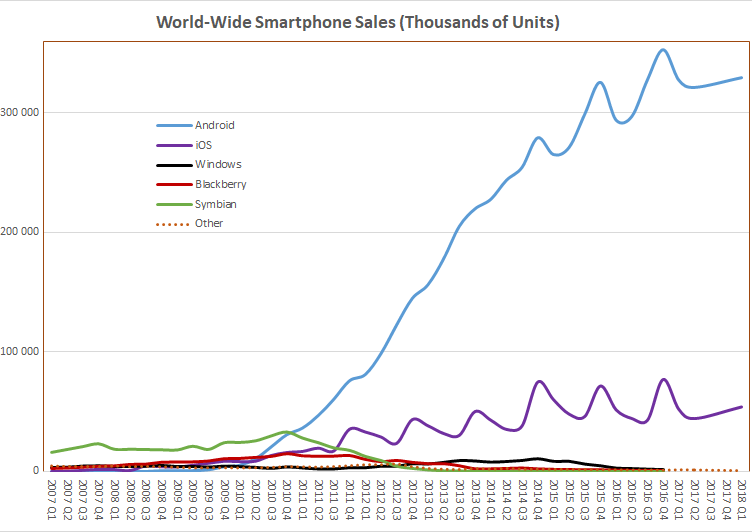
スマートフォンOS別販売台数推移

2010年代に入って高画質・高機能・軽量のカメラ付きスマートフォン（重量100 g前後）が普及し始めると、同分野のグローバル市場で大きなシェアをとったサムスン電子が本社を置く大韓民国においても、2011年より自撮り棒（セルカ棒）の関連特許の出願が始まった。
2012年、「自分撮り (Selfie)」にあたる日本語のインターネット検索数はアメリカ合衆国の50倍にも上った。台湾語・中国語・韓国語における「自分撮り (Selfie)」にあたる用語も同様に高まりを見せた。2013年11月18日、オックスフォード辞典がWord of the year（今年の単語）として "selfie"（セルフィー、自分撮り）を選んだ。
2013年末、インドネシアのジャカルタで近年の自撮り棒の流行が始まった。このブームは、マレーシア・フィリピン・日本・韓国などのアジア各国や欧米にまで広がっていった。2014年11月、タイム誌（アメリカ合衆国）が "The 25 Best Inventions of 2014"のひとつに自撮り棒を選定した。

## 年表
- 1983年（昭和58年）
  - 1月18日 - ミノルタカメラが実用新案として出願[12][13]。
  - 3月、ミノルタカメラから国内初のディスクカメラ「ミノルタ・ディスク7」（Minolta disc-7、価格：2万8000円）が発売された[2][14]。自己撮影用ミラーファインダー（フレーミングミラー[2]）付き[14]。ディスクカメラ初のセルフタイマー付き[2]。ミノルタ初のリチウム電池組込み[15]。
  - 7月1日 - ミノルタカメラから「ミノルタ・ディスク7」のアクセサリーとして、自撮り棒（エクステンダー[2]、50 cmまで伸長可[2]）とリモートレリーズ（リモートコードD[2]）とがセットで発売された（セット価格：3000円[2]）。
- 1984年（昭和59年）7月28日 - ミノルタカメラを出願人とし、「カメラ支持装置」の名称の実用新案（昭和59-112241）として特許庁から公開された[12][13]。
- 1985年（昭和60年）7月23日 - 奈良県在住者と大阪府在住者の両名が発明したものとして、"Telescopic extender for supporting compact camera" の名称でアメリカ合衆国特許商標庁 (USPTO) に特許登録された（特許番号：4,530,580）[16]。伸縮自在の棒の片方にグリップ、もう片方に角度調整機能と三脚ねじがついたもので、反射鏡を取り付けたコンパクトカメラを棒の先の三脚ねじに固定し、棒を持つ者自身にレンズを向け、リモートレリーズで自分撮りすることを想定した発明になっている[17]。
- 1993年（平成5年）7月25日 - "Telescopic extender for supporting compact camera" の特許権が失効した[8]（日本の特許制度も参照）。
- 1995年（平成7年）11月1日 - アメリカ合衆国で発行された『101 Unuseless Japanese Inventions: The Art of Chindogu』という本において、自撮り棒（英: Self-Portrait Camera Stick）は「珍道具」の1つとして紹介された[6]。
- 2009年（平成21年）5月22日 - 同日放送の日本テレビ『未来創造堂』の「おすすめグッズ」のコーナーにおいて、司会の木梨憲武（とんねるず）が韓国のアイドルグループ・東方神起に自撮り棒を紹介した[18]。
- 2013年（平成25年） - 同年末、インドネシアのジャカルタで自撮り棒の流行が始まった[11]。
- 2014年（平成26年）11月20日 - TIME誌（アメリカ合衆国）が "The 25 Best Inventions of 2014"[注釈 3]のひとつに自撮り棒を選定した[19]。
- 2015年（平成27年）1月 - 同月下旬に日本国内で実施されたインターネット調査では、自撮り棒の認知度が約9割にのぼった[20]。

## 危険性
使用法としては自分撮り以外にも、人混みの中で他者の頭越しに周囲を撮影をするなどの使用法が発売当初から提案されてきた。
しかし周囲への危険性や、凶器への転用可能との考えから、一部の施設やコンサート会場などでの使用・持ち込みが禁止される場合もある。日本国内のイベントなどでは「ROCK IN JAPAN FESTIVAL」や「サマーソニック」などの音楽祭（ロック・フェスティバル）での持参禁止が挙げられる。海外では、アメリカのニューヨーク近代美術館やメトロポリタン美術館、フランスはヴェルサイユ宮殿、イギリスのナショナルギャラリーなどで使用を禁止している。東京ディズニーリゾートのように撮影補助機材そのものの持ち込みを禁止しているテーマパークもある。
また歩きスマホと同様に、自分撮りに夢中になって周囲への注意が疎かになることでの危険性もある。そのため使用には注意が必要である。

### 接触による感電

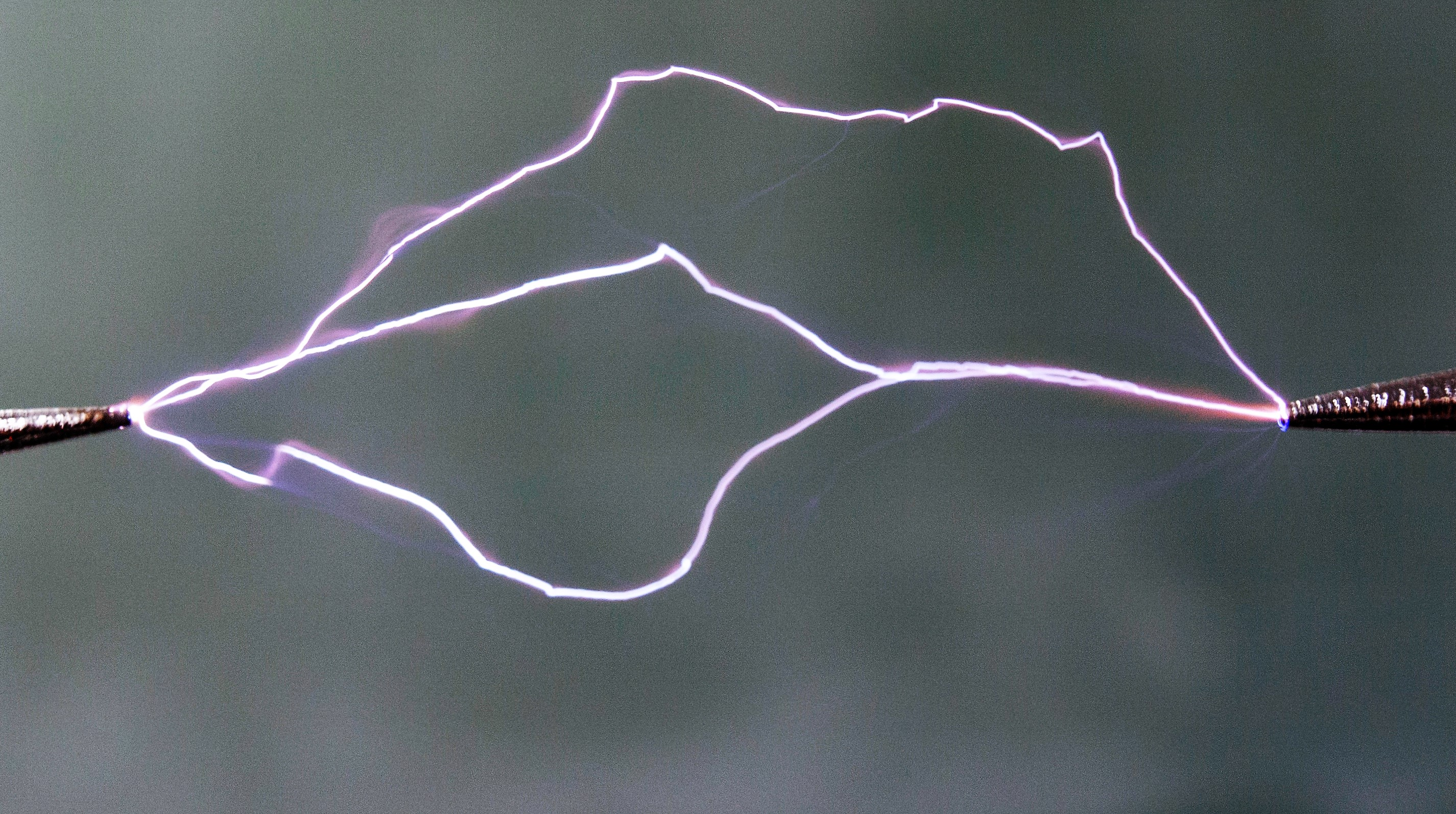
放電

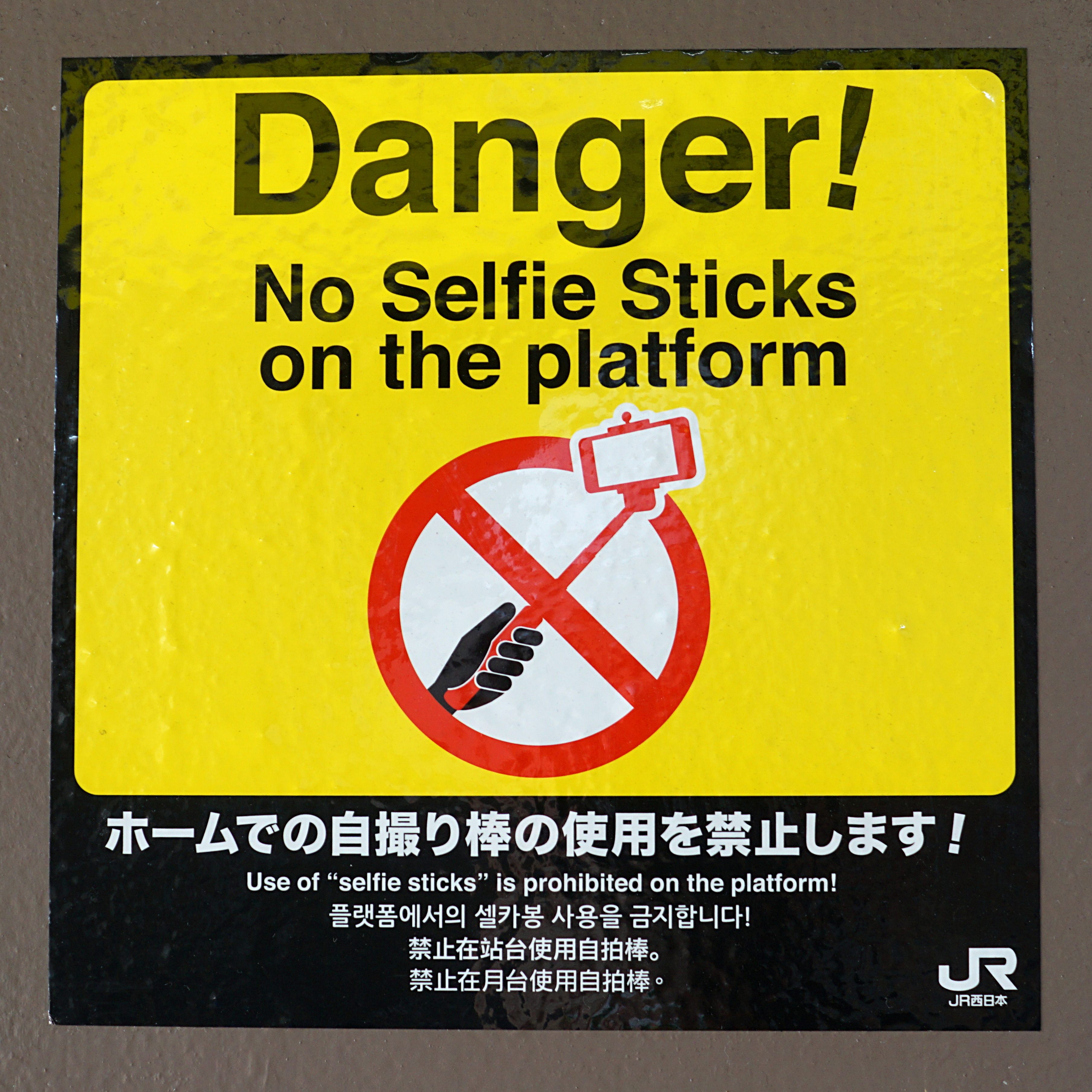
ホームでの自撮り棒使用禁止のサイン（JR西日本）

自撮り棒と裸送電線や高圧電線が接触したり、また直接触れなくてもアーク放電により短絡し、感電して死傷する事故が起きている。
特に電車や新幹線、高速鉄道などの交流架線は、日本国内で20,000 - 25,000 Vの特別高圧でありアーク放電による短絡が発生しやすい。参考までに、労働安全衛生規則上の最小離隔距離は2.0 m、電力会社による作業中の離隔距離の管理目標は3.0 - 4.0 mである。
なお自撮り棒ではなくアルミ製のほうきで、新幹線ホームの屋根庇端部にある蛍光灯を掃除しようとして高く挙げた駅員が感電し重傷を負った事故が2007年に起きている。
特別高圧交流架線に近接しやすいプラットホーム上はもちろんのこと、踏切付近や、線路内に入る作業員についても注意を要する（レールは接地しており、架線との間でアーク放電短絡しうる最短距離となる）。なお直流架線は1,500 Vの高圧であるが鑑別を間違えると死傷事故に繋がる。

日本国内の鉄道事業者では、JR西日本が北陸新幹線ホームでの自撮り棒の使用を禁止していたが、2015年9月19日以降は在来線・新幹線問わずホームでの自撮り棒の使用を全面禁止とした（架線の存在しない非電化区間も全面禁止の範囲に含まれる）。JR東日本ではホームだけでなく車内でも自撮り棒使用禁止となっている。JR北海道では電化区間におけるホーム上での使用を禁止している。JR四国でもホームで自撮り棒を使用しないように呼びかけている。
なお、本来は自分撮り用の機材であるが、手が届かない位置までカメラ（のついたスマートフォン）を伸ばす機材としての使用法もあり、東海旅客鉄道（JR東海）では鉄道事故発生時に現場で車両の床下を撮影し司令室へ映像を伝送することで、故障箇所を判別することを想定している。

## 電波法による規制

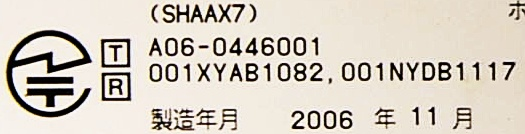
技適マークの表示例

現在流通している自撮り棒は、セルフタイマーを用いることを前提としたものと、グリップ内蔵または本体とは別にあるリモコンで撮影操作を行うものに大別でき、後者では有線接続またはBluetoothでの無線接続を使用する。
日本では、技適マークが付いていないBluetooth搭載機器の輸入、売買、所持に対する罰則はない。しかし、技適マークが付いていない、または、もともと付いていた同シールが剥がれてしまったBluetooth搭載機器を使用すると罰せられる可能性がある（電波法第110条1号違反、1年以下の懲役または100万円以下の罰金）。さらに技適マークが付いていても、日本国外での使用の際には罰せられる可能性がある。自撮り棒もBluetooth搭載タイプであれば同様の扱いを受けるため注意が必要である。
韓国ではBluetooth搭載タイプの自撮り棒は電磁波適合認証を受ける必要がある。しかし認証を受けずに販売している商品が見られるため取り締まることを明らかにした。対象は製造・販売業者で、最高で3年以下の懲役または3000万ウォン以下の罰金に処される。

## エピソード
日本のレーシングカーデザイナー、由良拓也が自撮り棒の特許を取得していたことを解説をしていた2015年のSuperGT第2戦表彰式で千代選手が表彰台から自撮り棒を使用して撮影しているのを見て打ち明けた。ただ、特許取得当時（2005年ころ）は誰にも見向きもされず買ってもくれないし持ってても更新料にお金がかかるからということで放棄したという。実況を担当していた中島秀之の「キープしていれば今ごろは・・・」とのコメントに対し、本人曰く「僕ってこういうとこがあるんですよ。所詮そんなもんです」と苦笑していた。